# Мессьє 78
Туманність Мессьє 78 (також знана як M 78 чи NGC 2068) є відбивною туманністю в сузір'ї Оріона. Її було відкрито П'єром Мешаном 1780 року й включено Шарлем Мессьє до його каталогу кометоподібних об'єктів того ж року.
M78 є найяскравішою дифузною туманністю серед групи, що включає також NGC 2064, NGC 2067 та NGC 2071. Ця група належить до комплексу молекулярних хмар в Оріоні й розташована на відстані приблизно 1600 світлових років від Землі. M78 легко відшукати на нічному небі за допомогою телескопу як туманну пляму, котра містить дві зорі 10-ї зоряної величини. Ці дві зорі, HD 38563A та HD 38563B, несуть відповідальність за світіння хмари пилу у M78, яка проявляється внаслідок відбивання пилинками світла від цих зір.
У туманності M78 відомо близько 45 змінних зір типу T Tauri — молодих зір, що формуються і не вийшли на головну послідовність — та 17 зір Хербіга-Аро.

## Навігатори
Координати:  05г 46.7м 00с, +00° 03′ 00″